# بره دیگر

«بره دیگر» فیلمی ترسناک محصول ۲۰۱۹ به کارگردانی ماوگوژاتا شوموفسکا است.

## خلاصه داستان
صلاح دختر نوجوانی است که در یک قبیله (گله) به دنیا آمده است. قبیله از یک مرد (چوپان/شپرد) و همسران و دختران متعدد او تشکیل شده است که در یک جنگل زندگی میکنند. دختران پیراهن‌های آبی رنگ و همسران پیراهن‌های سرخ رنگ میپوشند. چوپان رهبر دینی و معنوی قبیله نیز محسوب میشود و زنان هر گونه توجه از جانب او را به عنوان لطف و رحمتی الهی میدانند. صلاح که مادرش را در هنگام تولد از دست داده است به تدریج متوجه می‌شود که بیش از گذشته مورد توجه چوپان قرار گرفته است. 
پس از مشاجره با یکی از خواهرانش صلاح تنبیه میشود تا باقیمانده غذاها را به «کلبه» ببرد. کلبه جایی است که زنانی که دوره قاعدگی خود را به علت «ناپاک» بودن در آنجا میگذرانند. صلاح در آنجا با سارا، همسر مغضوب چوپان مواجه میشود که به کلبه تبعید شده است. سارا به او هشدار میدهد که به زودی او نیز هدف تمایلات جنسی چوپان قرار خواهد گرفت.
یک شب صلاح متوجه افسر پلیسی میشود که به چوپان اعلام میکند که باید جنگل را ترک کنند. چوپان صبح فردا خبر سفر برای یافتن خانه‌ای جدید را به اعضا اعلام میکند و سفر قبیله آغاز میشود. در طی سفر دوره قاعدگی صلاح آغاز میشود و او اجباراً از جمع جدا میشود و به سارا می‌پیوندد. در طی صحبت‌هایشان سارا به صلاح میگوید که مادرش نه در حین زایمان بلکه به علت زایمان غیربهداشتی و عفونت درگذشته است و چوپان حاضر به بردن او به بیمارستان نشده است. هم‌چنین سارا اعتراف میکند که اعتقادی به چوپان ندارد ولی خارج از قبیله جایی و هدفی برای زندگی ندارد. 
در طی سفر یکی از همسران باردار دچار زایمان زودرس میشود و در طی زایمان از دنیا میرود. چوپان قصد دارد فرزند او را به علت پسر بودن در کنار جنازه مادرش رها کند (زیرا در گله فقط باید یک قوچ نر حضور داشته باشد) با این حال سارا تصمیم میگیرد به همراه نوزاد از قبیله جدا شود. 
سرانجام قبیله به دریاچه ای زیبا و وسیع میرسد که چوپان اعلام میکند خانه جدید قبیله خواهد بود. چوپان خواهران را در دریاچه تعمید میدهد. شب هنگام چوپان صلاح را به چادر خود میخواند و به او تجاوز میکند. صبح روز بعد صلاح و خواهرانش متوجه غیبت همسران میشوند. آنها چوپان را در حالی می‌یابند که در کنار دریاچه و پیراهن‌های سرخ همسران زانو زده است. چوپان اعلام میکند که همسران وارد دوره جدیدی از زندگی ابدی خود شده‌اند تا دختران او تبدیل به همسرانش شوند. صلاح با او مشاجره میکند و به او میگوید:« تو چوپان ما نیستی»
چندی بعد دو افسر پلیس اجساد همسران را در دریاچه و جسد چوپان را بین درختان با دو شاخ قوچ بر روی سرش پیدا میکنند. در حالی که خواهران به همراه صلاح در کنار آبشار در خانه اولیه خود جمع میشوند.

## بازیگران
| بازیگر        | نقش   |
| ------------- | ----- |
| رافی کسیدی    | صلاح  |
| میخیل هایسمان | چوپان |
| دنیز گوخ      | سارا  |